# Matsutake
Nấm Matsutake (chữ Nhật: 松茸) hay nấm Tùng Nhung (tên khoa học: Tricholoma matsutake) là một loài nấm được tìm thấy ở nhiều nơi trên thế giới, thường phổ biến trong những cánh rừng thông quanh năm có độ ẩm cao do mây mù, hay mưa, tuyết. Địa thế thường là trên núi cao 2500 mét trở lên. Nấm này mọc tự nhiên ở Nhật Bản, Triều Tiên, Hàn Quốc, Trung Quốc (Vân Nam), Nga, Việt Nam. 
Về mặt ẩm thực nấm tùng nhung thường xuất hiện trong các món ăn Nhật Bản. Ẩm thực Trung Hoa cũng chuộng nấm tùng nhung không kém. Nấm có hương vị đậm đà nên còn được chế biến thành gia vị bán có giá. 
Tại hội nghị Bàn Môn Điếm năm 2018, lãnh đạo Triều Tiên gửi 3 tấn nấm tùng nhung tươi trị giá 2,6 triệu USD, cho Tổng thống Hàn Quốc.
Theo một số tài liệu thì nấm tùng nhung là loài thực vật duy nhất còn sống và tự mọc lại sau thảm hoạ bom nguyên tử ở Hiroshima Nhật Bản năm 1945. Có người cho đó là bản tính chống nhiễm phóng xạ cao kể cả tia cực tím có hại cho sức khỏe.

## Tập tính
Nấm có màu nâu nên giống màu lá thông mục và màu đất. Nấm mọc vào Tháng 8 khi khí ẩm cao. Sau đó thời tiết khô dần nên nấm ngưng phát triển. Vì đặc tính mọc ở phần rễ nhỏ của cây thông nên nấm tùng nhung cần một loại vi khuẩn để cùng phát triển. Vào thời điểm 2020 khoa học vẫn chưa có cách canh tác nấm tùng nhung nên nguồn chính là thu hoạch từ thiên nhiên. Nấm được nhập khẩu vào Nhật Bản với mức giá khoảng 90 USD/kg nấm tươi, sau khi được chế biến và bán ra giá biểu có thể lên tới 2.000 USD/kg.